# Immobilienfonds
Immobilienfonds sind im Finanzwesen und in der Immobilienwirtschaft Investmentfonds, die das eingesammelte Kapital der Anleger in den Erwerb, den Bau oder die Immobilienfinanzierung von Immobilien investieren. Immobilienfonds sind gemäß dem Kapitalanlagegesetzbuch Alternative Investmentfonds (AIF). Anteil an geschlossenen Immobilienfonds sind seit dem 1. Juni 2012 im Sinne des Wertpapierhandelsgesetzes und des Kreditwesengesetzes Finanzinstrumente und damit offenen Immobilienfonds gleichgestellt und dem Grauen Kapitalmarkt entzogen worden.

## Allgemeines
Immobilien für Immobilienfonds sind Grundstücke (Bauerwartungsland, Bauland, Baugrundstücke) und den darauf errichteten baulichen Anlagen (Gebäude) sowie grundstücksgleiche Rechte wie Wohnungseigentum, Erbbaurechte, Nießbrauchrechte oder Teileigentum. Wie bei allen Investmentfonds wird das gesammelte Investmentvermögen durch Investmentzertifikate verbrieft. Ziel ist es, Kleinanlegern eine (mittelbare) Kapitalanlage auf dem Immobilienmarkt zu ermöglichen. Immobilienfonds stellen für Anleger damit neben der Direktanlage in Immobilien als selbstgenutztes Wohneigentum oder Vermietung und Verpachtung von unbeweglichem Vermögen, dem Kauf von Aktien einer Immobilienaktiengesellschaft oder dem Kauf von Investmentanteilen eines Aktienfonds oder ETFs, der in Immobilienaktiengesellschaften investiert, eine weitere Möglichkeit da, am Immobilienmarkt anzulegen.

## Arten
Es gibt mehrere rechtlich und wirtschaftlich unterschiedliche Konstruktionen:
- Offener Immobilienfonds: Ein offener Immobilienfonds (OIF) ist ein rechtlich identifizierbares Sondervermögen, typischerweise ein offener Investmentfonds, das vorwiegend oder ausschließlich aus Immobilien und fallweise Beteiligungsgesellschaften an Immobilien besteht. Offene Immobilienfonds zeichnen sich dadurch aus, dass die Anzahl der Immobilien nicht beschränkt ist und weitere Ein- und Auszahlungen aus Anteilserwerb oder -verkauf aus dem Fonds möglich sind. In der Regel hat ein offener Immobilienfonds eine große Zahl von Anteilseignern und investiert in eine größere Anzahl von Einzelobjekten. Man unterscheidet Publikumsfonds, die für Privatanleger konzipiert sind, und Immobilien-Spezialfonds, die sich an einen bestimmten Anlegerkreis, in der Regel institutionelle Anleger, richten.
- Ein geschlossener Immobilienfonds ist ein geschlossener Investmentfonds, der ebenfalls in Immobilien investiert. Er wird überwiegend aufgelegt, um ein einzelnes Immobilienprojekt zu finanzieren. Ist das benötigte Kapital eingezahlt, wird der Fonds geschlossen; weitere Ein- und Auszahlungen sind nicht mehr möglich. Der Anleger hat hier in der Regel nur die Möglichkeit, seine Fondsanteile auf dem freien Kapitalmarkt, z. B. über Finanzvermittler, an Dritte zu verkaufen, was in der Regel mit hohen Provisionen und/oder Preisabschlägen verbunden ist.

## Immobilienaktiengesellschaften
Keine Immobilienfonds sind Immobilienaktiengesellschaften. Diese sind gewöhnliche Aktiengesellschaften, die vorwiegend oder ausschließlich in Immobilien investieren und Privatanlegern per Aktienkauf Immobilienbeteiligungen ermöglichen. Diese fallen nicht unter den Begriff des Immobilienfonds. Im Gegensatz zu den offenen Immobilienfonds unterliegen die geschlossenen Immobilienfonds nicht dem Kapitalanlagegesetzbuch (KAGB).
Eine Untergruppe des Immobilienaktiengesellschaften sind REITs (Real-Estate-Investment-Trust). Ein REIT ist ein börsennotiertes Unternehmen zur Investition in Immobilien, das besonderen rechtlichen Regelungen unterliegt (Besteuerung, Aufsicht). Anleger können unmittelbar über Einzelwerte oder mittelbar über Aktienfonds oder ETFs in Immobilienaktiengesellschaften oder REITs investieren.

## Rechtsfragen
In den §§ 231 ff. KAGB sind Sonderregelungen für Immobilienfonds enthalten. § 231 KAGB begrenzt in einer abschließenden Aufzählung die im Sondervermögen zulässigen Vermögensgegenstände. In § 235 KAGB ist vorgesehen, dass sich Immobilienfonds unter bestimmten Voraussetzungen auch an Immobiliengesellschaften beteiligen dürfen. Nach § 233 KAGB muss sich der Standort der Immobilien im Europäischen Wirtschaftsraum befinden, für Standorte außerhalb sind strenge Regelungen vorgesehen. Im Hinblick auf die Risikomischung darf gemäß § 243 KAGB der Wert einer Immobilie zur Zeit des Erwerbs 15 Prozent des Wertes des Sondervermögens nicht übersteigen. Der Gesamtwert aller Immobilien, deren einzelner Wert mehr als 10 Prozent des Wertes des Sondervermögens beträgt, darf 50 Prozent des Wertes des Sondervermögens nicht überschreiten. Die Anlagebedingungen müssen nach § 252 Abs. 1 KAGB vorsehen, dass Erträge des Sondervermögens, die für künftige Instandsetzungen von Vermögensgegenständen des Sondervermögens erforderlich sind, nicht ausgeschüttet werden dürfen. Mindestens 50 Prozent der Erträge des Sondervermögens müssen ausgeschüttet werden, sofern sie nicht für künftige erforderliche Instandsetzungen einzubehalten sind; realisierte Gewinne aus Veräußerungsgeschäften sind keine Erträge in diesem Sinne (§ 252 Abs. 2 KAGB). Die Fonds-Liquidität soll dadurch gewährleistet werden, dass nach § 253 KAGB mindestens 49 Prozent als Primärliquidität (etwa Bankguthaben) gehalten werden muss. Die Anlagebedingungen von Immobilien-Sondervermögen können nach § 255 Abs. 2 KAGB vorsehen, dass die Rücknahme von Anteilen nur zu bestimmten Rücknahmeterminen, jedoch mindestens alle zwölf Monate erfolgt. Die Rückgabe von Anteilen ist erst nach Ablauf einer Mindesthaltefrist von 24 Monaten möglich. Der Anleger hat nachzuweisen, dass er mindestens den in seiner Rückgabeerklärung aufgeführten Bestand an Anteilen während der gesamten 24 Monate, die dem verlangten Rücknahmetermin unmittelbar vorausgehen, durchgehend gehalten hat (§ 255 Abs. 3 KAGB). Verlangt der Anleger, dass ihm gegen Rückgabe des Anteils sein Anteil am Immobilien-Sondervermögen ausgezahlt wird, so hat der Immobilienfonds die Rücknahme der Anteile zu verweigern und auszusetzen, wenn die Bankguthaben und der Erlös der nach § 253 Abs. 1 KAGB angelegten Mittel zur Zahlung des Rücknahmepreises und zur Sicherstellung einer ordnungsgemäßen laufenden Bewirtschaftung nicht ausreichen oder nicht sogleich zur Verfügung stehen.

## Wirtschaftliche Aspekte
Bei offenen Immobilienfonds ist das Prinzip der Risikodiversifizierung eher erfüllbar, weil sie über ein variables Fondsvermögen verfügen, das durch ein Portfoliomanagement optimiert werden kann. Die Ausschüttungen der Immobilienfonds bestehen überwiegend aus Miet- und Pachterträgen und Veräußerungsgewinnen der im Fondsvermögen gehaltenen Immobilien.
Die aus Immobilien steuerrechtlich möglicherweise entstehenden negativen Einkünfte aus Vermietung und Verpachtung im Sondervermögen dürfen an die Anteilsinhaber weitergegeben werden. Denn der Anleger wird rechtlich und steuerlich so gestellt, als ob er selbst die Immobilie errichtet oder erworben hätte. Immobilienfonds sind steuertransparent. Der Anleger kann deshalb negative Einkünfte mit seinen positiven Einkünften (etwa Einkünfte aus nichtselbständiger Arbeit, Einkünfte aus Gewerbebetrieb) verrechnen. Geschlossene Immobilienfonds in der Rechtsform der Personengesellschaft, die ihren Anlegern in der Anfangsphase steuerliche Verluste zuweisen, sind dagegen regelmäßig als Steuerstundungsmodell zu klassifizieren.
Anleger in Immobilienfonds müssen risikofreudig sein (Risikoklasse), denn die Anlageklasse dieser Fonds ist mit einem mittleren Finanzrisiko (meistens Risikoklasse C, Zins und Kursrisiko mit mittlerer Volatilität) verbunden. Allerdings dürfen Versicherer oder Pensionskassen ihr Sicherungsvermögen in Immobilienfonds anlegen (§ 2 Abs. 1 Nr. 14c Anlageverordnung).